# Hrob (okres Teplice)
Město Hrob (německy Klostergrab) se nachází v okrese Teplice, kraj Ústecký. Žije zde přibližně 2 000 obyvatel.

## Název
Město se původně jmenovalo Grab, ale v patnáctém století byl název rozšířen na Klostergrab, protože tehdy patřilo oseckému klášteru. V historických pramenech se jméno města objevuje ve tvarech: Grap (1282), Grab (1341), „zu dem Grabe“ (1393), „vom Grabe“ (1395), „zcu dem Grabe“ (1398), Hrob (1458), Clostergrab (1477), Clostergrob (1478), Clastergrab (1482), Grab (1488), Clostergrabe (1488), hrob (1575), „v mčku hrobich“ (1583), Kloster Grab a Hrob (1787), Klostergrab a Hrob (1833) a Hrob nebo Klostergrab (1854).

## Historie
První písemná zmínka o obci pochází z roku 1282, kdy vsi Hrob a vedlejší Verneřice získal do svého majetku osecký klášter. Údajně v té době již stál v Hrobu i kostel – to je ovšem založeno na účelovém výkladu zmíněné listiny. V roce 1341 byla do Hrobu přeložena dálková cesta, která původně vedla přes Osek. To pozitivně ovlivnilo rozvoj obce, stejně jako intenzivní hornické podnikání v širším okolí. Podle soudu historiků[ujasnit] se Hrob již za vlády Karla IV. stal městem (poddanským). Těžba stříbra, eventuálně dalších kovů, byla hlavním motorem ekonomiky města.[zdroj?] V průběhu druhé poloviny 14. století se středoevropské hornictví dostává do krize, což se nepochybně projevilo i na úpadku Hrobu,[zdroj?] který se znovu vzmáhá až po polovině 15. století. V roce 1458 král Jiří z Poděbrad potvrdil městská privilegia. V letech 1477–1478 město Hrob získává právo užívat znak a také právo pečetit červeným voskem. V 16. století se znovu rozvíjí hornická činnost. Do evropských dějin se zapsal zdejší protestantský kostel z roku 1614, který byl 11. prosince 1617 srovnán se zemí ozbrojeným oddílem oseckého hejtmana na příkaz pražského arcibiskupa Jana Lohelia. Kostel v Hrobě byl totiž postaven ze stavebního materiálu, jehož vlastníkem byl osecký klášter,[zdroj?] a na klášterním panství bez souhlasu kláštera. Přesto se poboření kostela pokládalo za porušení Rudolfova majestátu o náboženské svobodě. Tato událost spolu s neúspěšným pokusem o uzavření nekatolického kostela ve východočeském Broumově (rovněž postaveného bez svolení kláštera na klášterním panství) vedla k 2. pražské defenestraci a stála na počátku třicetileté války.
V letech 1938 až 1945 byl Hrob v důsledku uzavření Mnichovské dohody přičleněn k nacistickému Německu.

## Obyvatelstvo
Při sčítání lidu v roce 1921 zde žilo 3 560 obyvatel (z toho 1 707 mužů), z nichž bylo 808 Čechoslováků, 2 676 Němců, dva Židé a 74 cizinců. Většina se hlásila k římskokatolické církvi, ale žilo zde také 196 evangelíků, 28 členů církve československé, 23 židů, čtyři členové jiných církví a 257 obyvatel bez vyznání. Podle sčítání lidu z roku 1930 mělo město 3 602 obyvatel: 783 Čechoslováků, 2 791 Němců a 28 cizinců. Stále převažovali římští katolíci, ale kromě nich patřilo 266 lidí k evangelickým církvím, třicet k církvi československé, osm k izraelské, tři lidé se hlásili k jiným církvím a 463 jich bylo bez vyznání.
|                                                                                | 1869  | 1880  | 1890  | 1900  | 1910  | 1921  | 1930  | 1950  | 1961  | 1970  | 1980  | 1991  | 2001  | 2011  | 2021  |
| ------------------------------------------------------------------------------ | ----- | ----- | ----- | ----- | ----- | ----- | ----- | ----- | ----- | ----- | ----- | ----- | ----- | ----- | ----- |
| Obyvatelé                                                                      | 1 358 | 1 660 | 2 256 | 3 562 | 3 771 | 3 560 | 3 602 | 2 126 | 2 089 | 1 749 | 1 668 | 1 392 | 1 322 | 1 349 | 1 331 |
| Domy                                                                           | 143   | 153   | 184   | 225   | 258   | 255   | 312   | 152   | 438   | 299   | 301   | 304   | 315   | 324   | 340   |
| Data z roku 1961 zahrnují i domy z místních částí Křižanov, Mlýny a Verneřice. |       |       |       |       |       |       |       |       |       |       |       |       |       |       |       |

## Městská správa

### Části města
- Hrob
- Křižanov
- Mlýny
- Verneřice

### Městské symboly
Vlajka byla městu udělena rozhodnutím předsedkyně Poslanecké sněmovny Parlamentu České republiky dne 12. dubna 2013.

## Pamětihodnosti

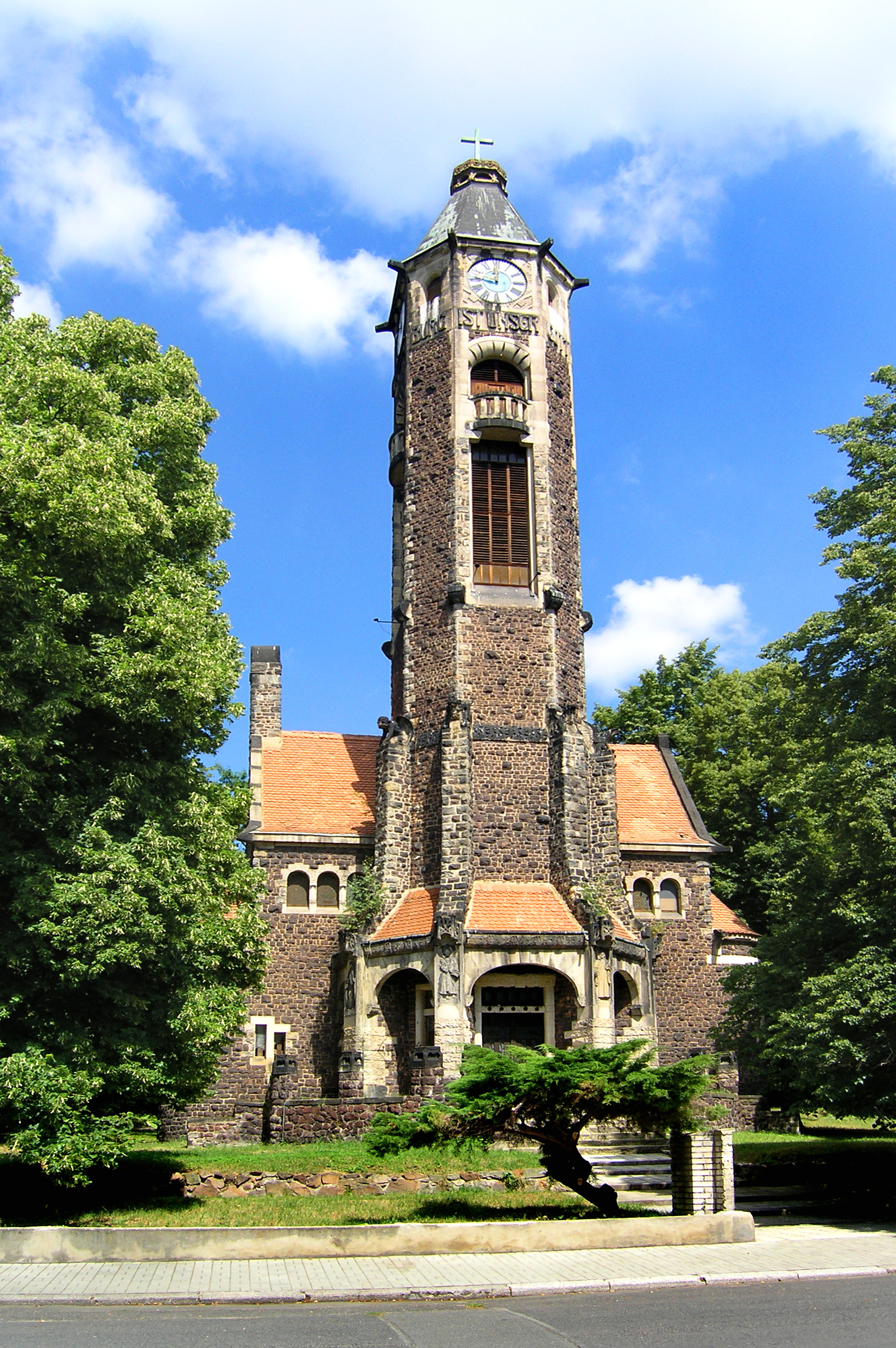
Evangelický kostel Vzkříšení

### Kostel svaté Barbory
Kostel sv. Barbory, postavený v průběhu středověku, byl v 19. století novogoticky přestavěn. V průčelní západní věže se nachází zvon z roku 1587 od Wolfa Hilgera a zvon z roku 1874 od Julia Herolda. V minulosti je zde doložen ještě zvon z roku 1640 od Zachariáše Hilgera, který se dnes nachází v klášteře v Oseku, zvon z roku 1792 od Josefa Pitschmanna a blíže neznámý zvon z roku 1760. V západním okně věže se nacházejí dva litinové hodinové cymbály.

### Evangelický kostel Vzkříšení
Kostel navržený ateliérem Schilling & Gräbner z počátku 20. století. Za první světové války byly původní zvony zrekvírovány, v roce 1920 sem byly pořízeny z Bochumské ocelárny dva  ocelolitinové zvony. Nad nimi se nacházejí dva černě natřené litinové cymbály, rozeznívané každou čtvrthodinu hodinovým strojem.

### Další pamětihodnosti
- Kaple z roku 1904 na okraji města u cesty do Nových Verneřic. V průčelní věžičce se nachází zvon.
- Socha svatého Josefa na náměstí
- Socha svatého Valentina
- Kašna na náměstí
- Radnice
- Fara
- Městem vede památkově chráněná železniční trať Most – Moldava v Krušných horách

## Osobnosti
- Benedikt Venusi (1751–1823), duchovní
- Alfred Paulus (1827–1864), houslista a violista

## Další fotografie

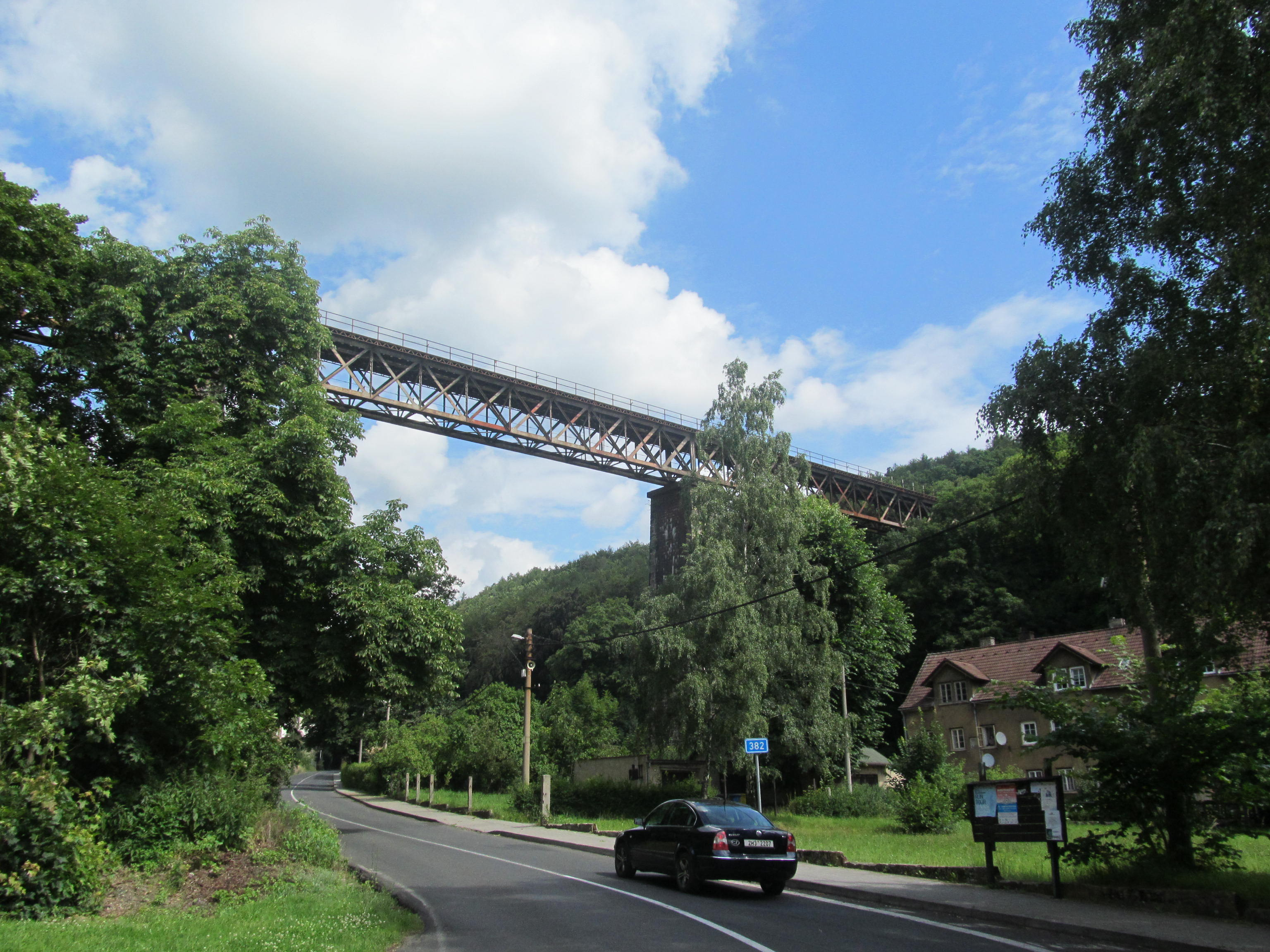
Železniční most na trati do Moldavy
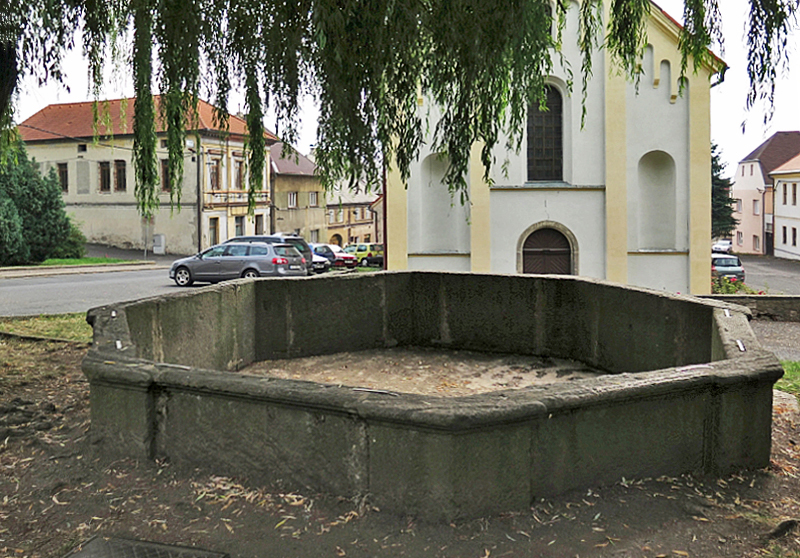
Kašna z roku 1740 na Tržním náměstí
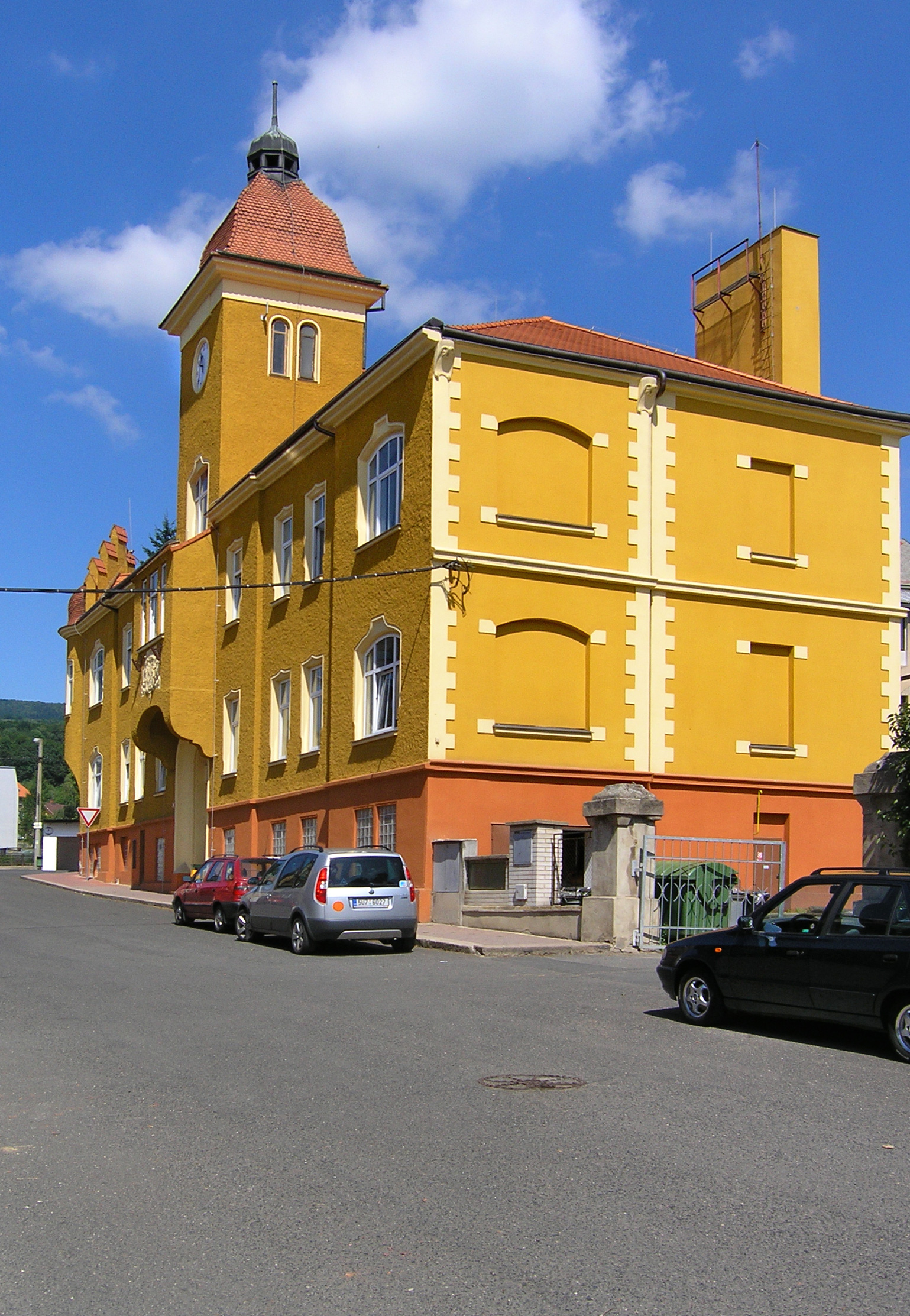
Radnice
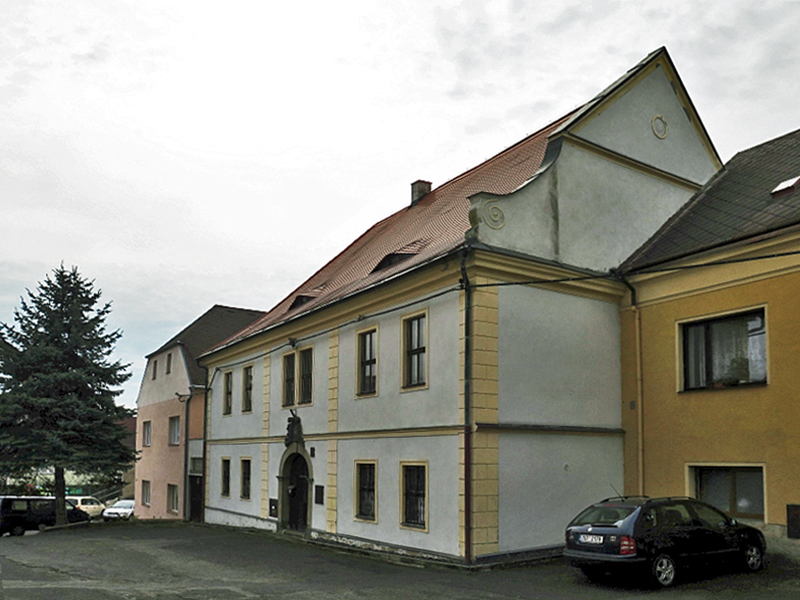
Barokní fara z roku 1786
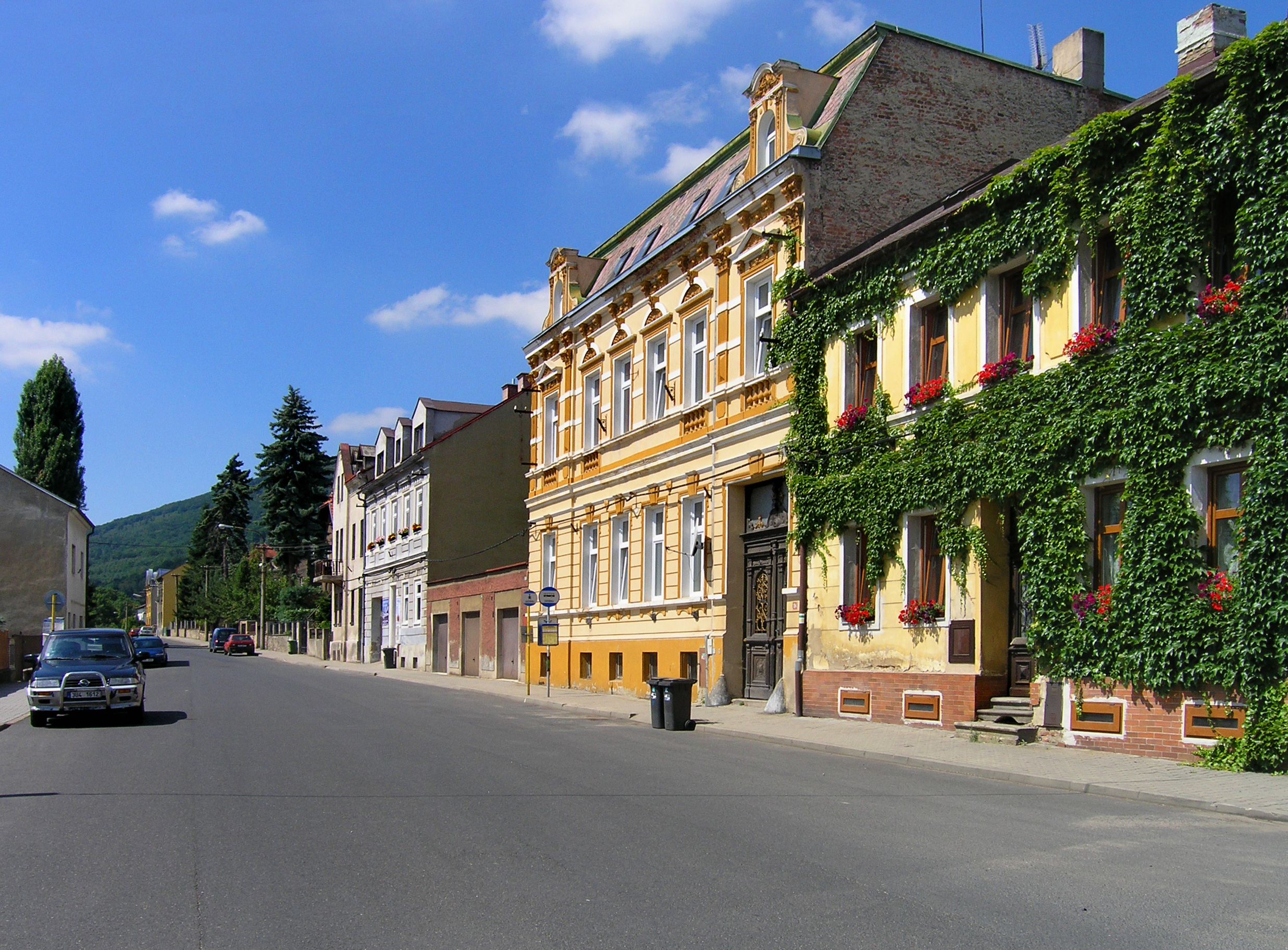
Duchcovská ulice